# Фудбалска репрезентација Њемачке
Фудбалска репрезентација Њемачке (њем. Die deutsche Fußballnationalmannschaft или само Die Mannschaft) је мушка фудбалска репрезентација која представља Њемачку у међународним фудбалским такмичењима од 1908. Под управом је фудбалског савеза Њемачке (њем. Deutscher Fußball-Bund), основаног 1900. године. Након што је поново покренут фудбалски савез Њемачке 1949 године, тим је представљао Федералну Републику Њемачку. Под Савезничком окупацијом Њемачке, још двије репрезентације биле су такође признате од стране ФИФА: Сар, који је представљао протекторат Сарланд (1950—1956) и Источна Њемачка, која је представљала Источну Њемачку (1952—1990), резултати обје репрезентације су урачунати у резултате Њемачке. Званично име и ФИФА шифра (FRG), скраћене су на Њемачка (GER), након уједињења 1990.
Њемачка је једна од најуспјешнијих фудбалских репрезентација у међународним такмичењима; освојила је четири Свјетска првенства (1954, 1974, 1990, 2014), три Европска првенства (1972, 1980, 1996), и један Куп конфедерација (2017). Такође били су другопласирани четири пута на Свјетском првенству, три пута на Европском; док су на Свјетском првенству освојили и четири пута треће мјесто. Источна Њемачка је освојила злато на Олимпијским играма 1976.
Њемачка је једина репрезентација која је освојила Свјетско првенство и за мушкарце и за жене. Након освајања Купа конфедерација 2017 постала је тек четврта репрезентација — поред Бразила, Аргентине и Француске, која је освојила три најважнија такмичења која признаје ФИФА: Свјетско првенство, Куп конфедерација и Олимпијске игре. Такође су освојиле и своја континентална првенства (Копа Америка за Бразил и Аргентину; Европско првенство за Њемачку и Француску.)
На крају 2014. Њемачка је у Ело рејтингу сакупила највећи број поена који је једна репрезентација икада сакупила — 2.205 поена. Освајањем Свјетског првенства 2014 у Бразилу, Њемачка је постала прва европска репрезентација која је освојила Свјетско првенство на тлу Јужне Америке. Двапут су њемачки фудбалери били најбољи стријелци на Свјетском првенству: Герд Милер 1970 и Мирослав Клозе 2006; док је Томас Милер 2010 био најбољи стријелац са још три фудбалера. Клосе је са 16 голова најбољи стријелац у историји Свјетског првенства.
Доскорашњи селектор националног тима био је Ханс Дитер Флик, који је на тој функцији био од 1. јула 2021, када је наслиједио Јоахима Лева, до 10. септембра 2023, када је добио отказ.

## Историја

### 1899—1942: Почетне године
Између 1899 и 1901, прије формирања националних фудбалских репрезентација, одиграно је пет незваничних утакмица између различитих репрезентација Њемачке и Енглеске, гдје је свака утакмица завршена побједом Енглеске високим резултатом. Осам година након успостављања фудбалског савеза, прву званичну утакмицу Њемачка је играла 5. априла 1908, против Швајцарске, у Базелу; утакмици је присуствовало 3.500 навијача, а Швајцарска је тријумфовала 5:3. Први званични гол за репрезентацију Њемачке постигао је Фриц Бекер. Прије утакмице са Швајцарском, комбиновани тим Берлина изгубио је од Енглеских 11, резултатом 5:1. Док је DFB (фудбалски савез) сматрао себе владајућим тијелом, фудбал у Њемачкој је заправо био подијељен на неколико регионалних асоцијација, које су тражиле своја права. Недостатак националне лиге дао им је додатну моћ, јер DFB није имао поуздан начин да одабере најбољих 11 у држави, тако да је састав репрезентације препуштен регионалним фудбалским асоцијацијама.
Проблем са таквим бирањем тима није био недостатак тренера, већ чињеница да је сваки регионални савез покушавао да убаци барем по једног свог фудбалера у тим. Фудбалери који су ушли у састав за прву утакмицу 1908, долазили су из 11 различитих клубова. То су били: Баумгартен (Germania Berlin), Хемпел (Sportfreunde Leipzig), Јордан (Cricket-Victoria Magdeburg), Лудвиг (SC 99 Koln), капитен Хилер II (1FC Pforzheim), Вејмат (Victoria Hamburg), Хенсел (FV Kassel), Фордерер (Karlsruher FV), Куп (Sportfreunde Stuttgart), Бекер (Kickers Frankfurt) и Баумгартнер (SV 04 Dusseldorf). Ефекат овога био је да нико није могао да се договори за стартних 11, због чега је у првих девет утакмица бранило седам различитих голмана. На дан 4. априла 1909, два званична тима Њемачке играла су утакмицу истог дана. Тим у коме је било шест играча из Берлина ремизирао је са Мађарском у Будимпешти, док је тим у коме су били претежно играчи из Карлсруеа савладао кући Швајцарску 1:0. Други проблем за DFB био је у креирању истинског националног тима, због инсистирања на потпуном аматеризму; много добрих играча није могло да приушти себи да напусти посао на два или три дана, да би играли утакмицу. Прву годину национални тим је завршио са три узастопна пораза; изгубивши у априлу од Енглеске 5:1 и у јуну од Аустрије 3:2. Следеће године, Њемачка је остварила прву побједу, савладавши Швајцарску 1:0, голом Егена Кипа. Међутим, славље је било прерано, јер је у наредних 21 утакмицу Њемачка остварила само пет побједа, од тога четири против Швајцарске. Тако је Швајцарска постала репрезентација коју су Њемци тражили кад су били депресивни. Прву утакмицу након Првог свјетског рата 1920, прву утакмицу након Другог свјетског рата 1950, када је Њемачка и даље била избачена из већине међународних такмичења; као и прву утакмицу 1990, након уједињења са Источном Њемачком, играла је против Швајцарске. Прву титулу коју је освојила, освојила је у Швајцарској.
Први селектор именован је 1926 — Ото Нерц, доктор из Мајнхајма, који је на тој функцији био до 1936. Фудбалски савез није могао да приушти одлазак у Уругвај на прво Свјетско првенство 1930 због велике кризе, која је трајала од 1928 до 1939 и сматра се највећом и најдужом свјетском трговинском кризом до свјетске економске кризе 2007.  У квалификацијама за Свјетско првенство 1934, Њемачка је била у групи са Француском и Луксембургом. Савладали су Луксембург 9:1, четири дана касније и Француска је савладала Луксембург, па с обзиром на то да су се обје репрезентације квалификовале, нису играле међусобно. Завршни турнир Свјетског првенства одржан је у Италији; Њемачка је у осмини финала играла против Белгије и тријумфовала 5:2, уз три гола Едмунда Конена. У четвртфиналу славила је против Шведске 2:1, док је у полуфиналу поражена од Чехословачке 3:1. У утакмици за треће мјесто, Њемачка је савладала Аустрију 3:2, са два гола Ленера и једним голом Конена. Након слабог издања на Олимпијским играма 1936, гдје су испали у четвртфиналу, након пораза од Норвешке 2:0; на мјесто селектора дошао је Сеп Хербергер. Године 1937 извео је тим који је убрзо након тога добио надимак Бреславских 11 (њем. Breslau Elf), тим који је у Бреславу (садашњи Вроцлав), савладао Данску 8:0. Сматра се једним од најбољих тимова Њемачке у историји.
Након Аншлуса, када је Њемачка анексирала Аустрију у марту 1938, фудбалска репрезентација Аустрије је расформирана, упркос томе што се квалификовала за Свјетско првенство 1938. Умјесто њих, Њемачка ће представљати аустријску територију. Теоретски, уједињени тим може да буде још јачи, него што су репрезентације појединачно, али тренер Њемачке — Сеп Хербергер, имао је мало времена и утакмица да спреми тим, у који је потребно уклопити два различита система, различите стилове игре и различите темпераменте. У пријатељској утакмици између бивше репрезентације Аустрије и Њемачке, славили су Аустријанци, у мечу који је требало да се заврши неријешено. Њемачка се осветила побједом 9:1 почетком априла. Хербергер је истакао да два различита тима могу да учествују на првенству, али је предсједник савеза — Ханс вон Шамер унд Остен то одбацио и истакао јасно да очекује да види у тиму 5:6 или 6:5 играча из оба тима. Због тога је репрезентацији прикључено пет играча из Аустрије, из Аустрије Беч, Рапида и из Виена Беч тима. У првој рунди — осмини финала, Њемачка је одиграла 1:1 против Швајцарске након продужетака, због чега је морао да се игра реванш. У реваншу, Њемачка је водила 2:0 након 15 минута, али је поражена 4:2, уз одушевљење публике у Паризу.
Током Другог свјетског рата, Њемачка је између 1939 и 1942 одиграла око 30 утакмица, након чега је репрезентација суспендована и већина фудбалера је морала да се придружи војсци. Већина играча из националног тима, као и етнички Њемци из других тимова, као Ернст Вилимовски, окупљени су заједно, под вођством тренера Хербергера, у војном клубу црвени ловци (њем. Rote Jäger), због труда официра да сачувају фудбалере од много опасније службе у рату.

### 1945—1954: Прва свјетска титула
На првом састанку Извршног комитета ФИФА, након завршетка Другог свјетског рата, одржаног у Цириху од 10. до 12. новембра 1945. године, фифа је олучила да укине све спортске односе са Њемачком (као и Јапаном), било им је забрањено учествовање у било којем такмичењу; такође, пријетила је казна свим државама које одржавају спортске односе са Њемачком. Швајцарска је подржала захтјев Њемачке о враћању у ФИФА 1948. године, али је он одбијен. Швајцарски и њемачки клубови успоставили су градске игре, које су изазвале негодовање ФИФА, која је пријетила да ће санкционисати Швајцарску; казну су избјегли само зато што је фудбалски савез Швајцарске казнио организаторе игара. Године 1949, фудбалски савез Енглеске послао је захтјев ФИФА о укидању суспензије за клубове, након чега је ФИФА укинула суспензију 7. маја 1949. године, двије недеље прије формирања Западне Њемачке. Ипак, сваку утакмицу морала је да одобри влада државе у којој се утакмица игра. Хамбург је добио позив из Сједињених Држава, гдје су отпутовали да играју против клубова из других држава. Долазак су пропратиле мале демонстрације, а демонстранти су фудбалере гађали поквареним воћем, Хамбург је побиједио на свих шест утакмица. Након формирања Савезне Републике Њемачке, фудбалски савез Њемачке је поново покренут 21. јануара 1950. године, Пол Јозеф Баувенс био је први послијератни предсједник савеза, док је Западна Њемачка званично примљена у ФИФА 22. септембра 1950. године. Поред ње, формирана је репрезентација Сара, која је представљала Сарланд, под француском управом у периоду од 1947. до 1956, након чега је придружена Западној Њемачкој. Репрезентација Источне Њемачке формирана је 1952. и постојала је до 1990. године, када је уједињена са Западном Њемачком. Прву међународну утакмицу, Западна Њемачка играла је 22. новембра 1950, против Швајцарске. Утакмица је одиграна по киши, на Мерцедес-Бенц арени у Штутгарту, пред више од 115.000 гледалаца. Њемачка је повела голом из пенала, у 42 минуту, стријелац првог послијератног гола био је Херберт Бурденски; утакмица је завршена 1:0. Након побједе над Швајцарском, Западна Њемачка је изгубила од Турске, Ирске и Француске. Око 10.000 Њемаца је отпутовало у Париз 1952, да гледа утакмицу између Француске и Западне Њемачке, у којој су Французи тријумфовали 3:1.
Након пропуштеног Свјетског првенства 1950, учествовала је у квалификацијама за првенство 1954. Била је у групи са Сарландом и Норвешком. Квалификације је почела ремијем на гостовању Норвешкој 1:1, након чега је у Штутгарту савладала Сар 3:0. Мјесец дана касније, савладала је Норвешку 5:1, У Хамбургу, након преокрета. Одлучујућу утакмицу Западна Њемачка је играла на гостовању Сару, у марту 1954, на 57 рођендан тренера Хербергера. Меч је играт у Сарбрикену, Западна Њемачка је тријумфовала 3:1 и пласирала се на Свјетско првенство. Мађарска је у том тренутку била без пораза четири године и први фаворит првенства, практично сигурни побједник. Западна Њемачка је у групној фази играла са Мађарском, Турском и Јужном Корејом. У првом колу побиједила је Турску 4:1, након чега је услиједио пораз у другом колу од Мађарске "лаке коњице" 8:3. С обзиром на то да је Турска савладала Јужну Кореју, Њемачка је морала да игра плеј оф са Турском и због тога је Хербергер одлучио да против Мађарске изведе резервни тим и одмори осморицу фудбалера.Три дана касније играт је плеј оф меч између Турске и Западне Њемачке; Њемци су тријумфовали 7:2, Морлок је постигао три гола, Шефер и Фриц Валтер по два и пласирали се у четвртфинале са другог мјеста на табели.
| Поз | Тим          | Играно | П | Н | Пор. | ДГ | ПГ | ГР  | Поени |
| --- | ------------ | ------ | - | - | ---- | -- | -- | --- | ----- |
| 1.  | Мађарска     | 2      | 2 | 0 | 0    | 17 | 3  | +14 | 4     |
| 2.  | Њемачка      | 3      | 2 | 0 | 1    | 14 | 11 | +3  | 4     |
| 3.  | Турска       | 3      | 1 | 0 | 2    | 10 | 11 | -1  | 2     |
| 4.  | Јужна Кореја | 2      | 0 | 0 | 2    | 0  | 16 | -16 | 0     |

У четвртфиналу, Западна Њемачка је играла против Југославије и тријумфовала 2:0, голом Рахна и аутоголом Ивице Хорвата. У полуфиналу су играли против Аустрије, коју су савладали 6:1, са по два гола Фрица Валтера и Отмара Валтера, док су по један гол дали Шефер и Морлок; изборивши финале против Мађарске. Финалну утакмицу за њемачки радио коментарисао је Херберт Зимерман, који је постао један од националних легенди након утакмице. Већ након осам минута, Мађарска је водила 2:0, головима Ференца Пушкаша и Золтана Цибора; Тада је Морлок стао на средину терена и викао "Хајде да им сада покажемо". Два минута касније, Јене Бузански је покушао да исмије Шефера и изгубио је лопту, она је дошла до Морлока, који је дао гол. Од тог тренутка, Њемци су контролисали игру, а у 18 минуту Хелмет Ран је постигао гол за 2:2. Шест минута прије краја, Ран је постигао побједоносни гол за Западну Њемачку. Пушкаш и Кочиш су имали шанси до краја, али остало је 3:2; Њемачка је освојила прву титулу првака свијета, уједно прекинувши низ непобједивости Мађарске. Утакмица је остала позната као "Чудо у Берну". Неочекивана побједа изазвала је талас еуфорије у Њемачкој, која је претрпјела недостатак међународног признања у годинама након Другог свјетског рата. Поједини публицисти су описали побједу на Свјетском првенству као тачку преокрета у историји Њемачке након Другог свјетског рата, прије свих Артур Хејнрих. Два мјесеца након финала, Ран је оболио од жутице, након њега обољели су браћа Валтер, затим Морлок и Мај; Ференц Пушкаш је изјавио за Франс футбол да је то доказ да су се допинговали. Ранов клупски саиграч Фриц Херкенрат, такође је оболио од жутице, а није био члан репрезентације, што је довело до сумње да се Ран заразио током турнеје Есена у Јужној Америци, а затим болест пренио на саиграче из репрезентације. Пушкаш је касније повукао оптужбе.

### 1955—1966: Финале на Вемблију
При крају 1957, Хелмут Ран, стријелац побједоносног гола за Западну Њемачку на Свјетском првенству 1954, ухапшен је на двије недеље због вожње у алкохолисаном стању и опирања хапшењу. Фудбалски савез га је избацио из националног тима, а Хербергер је уложио велики труд да би убиједио челнике савеза да му дозволе да наступа на Свјетском првенству. Као актуелни свјетски шампион, Западна Њемачка се пласирала директно на Свјетско првенство 1958. У групи је била са Сјеверном Ирском, Аргентином и Чехословачком. У првом колу, са два гола Рана и голом Увеа Селера, побиједила је Аргентину 3:1; док је у другом колу играла неријешено са Чехословачком 2:2, након вођства Чехословачке 2:0 на полувремену. Шефер је постигао први гол тако што је наводно гурнуо голмана Чехословачке, који је са лоптом у рукама прешао гол линију. Судија Елијас је видио инцидент и послао је писану поруку медијима у којима је истакао да је голман Чехословачке, Бретислав Долејши, ухватио лопту у ваздуху, оклизнуо се и са лоптом у рукама прешао гол линију, без помињања Шефера. У трећем колу играла је неријешено 2:2 са Сјеверном Ирском и завршила групу на другом мјесту. У четвртфиналу савладала је Југославију 1:0, голом Хелмута Рана у 12 минуту. У полуфиналу, Западна Њемачка је поражена од Шведске 3:1; Њемци су повели голом Ханса Шефера у 28 минуту, док су Швеђани преокренули головима у 81 и 88 минуту. У мечу за треће мјесто изгубила је од Француске 6:3. Након пораза од Шведске, у Њемачкој се јавило "анти-шведско расположење"; навијачи Шведске, који су са подржавали свој тим са узвиком "Heja-Sverige!" (досл. напријед Шведска), оптужени су да су се понијели непријатељски према Њемцима. Предсједник савеза, Пеко Бауверс, говорио је о мржњи Швеђана према Њемачкој репрезентацији. Спортски магазин Кикер, објавио је да шведски навијачи увијек подржавају репрезентацију са великим ентузијазмом. Од тог тренутка, Њемци су учинили живот Швеђанима у Њемачкој тежим. Због забринутости ФИФЕ, фудбалери Њемачке и званичници, вратили су се у Њемачку прије финала. Много касније откривено је да је то разлог због којег је Енглеска добила домаћинство Свјетског првенства 1966, а не Њемачка.
У квалификацијама за Свјетско првенство 1962, Њемачка је била у групи са Сјеверном Ирском и Грчком. Квалификације је почела гостовањем Сјеверној Ирској, у Белфасту, гдје је славила 4:3. У другом колу славила је против Грчке у Атини 3:0, док је преостале двије утакмице код куће против Сјеверне Ирске и Грчке добила 2:1. На првенству, Њемачка је играла у групи са Чилеом, Италијом и Швајцарском. У првом колу ремизирала је са Италијом 0:0, док је у другом колу савладала Швајцарску 2:1, головима Брилиса и Селера. У последњем колу побиједила је Чиле 2:0 и пласирала се у четвртфинале са првог мјеста.
| Поз | Тим        | Играно | П | Н | Пор. | ДГ | ПГ | ГР | Поени |
| --- | ---------- | ------ | - | - | ---- | -- | -- | -- | ----- |
| 1.  | Њемачка    | 3      | 2 | 1 | 0    | 4  | 1  | +3 | 5     |
| 2.  | Чиле       | 3      | 2 | 0 | 1    | 5  | 3  | +2 | 4     |
| 3.  | Италија    | 3      | 1 | 1 | 1    | 3  | 2  | +1 | 3     |
| 4.  | Швајцарска | 3      | 0 | 0 | 3    | 2  | 8  | -6 | 0     |

У четвртфиналу играла је са Југославијом и поражена је 1:0, голом Петра Радаковића у 85 минуту. Након првенства, Хербергер је критикован због дефанзивне тактике и привржености застарелом систему; Након 28 година, Хербергер је смијењен са мјеста селектора, наслиједио га је Ф. Хербергер је изјавио да би више волио да га је наслиједио Фриц Валтер.
У квалификацијама за Свјетско првенство 1966, Западна Њемачка је била у групи са Шведском, Кипром и Исландом. Исланд се повукао из квалификација, а у првом колу Њемачка је играла неријешено са Шведском у Берлину 1:1, гол је постигао Курт Хамрин у 86. минуту. Кипар је савладала оба пута (5:0 и 6:0), док је против Шведске тријумфовала 2:1 на гостовању и пласирала се на првенство са првог мјеста. Првенство 1966. одржано је у Енглеској, а Западна Њемачка је била у групи са Шпанијом, Аргентином и Швајцарском. У првом колу убједљиво је побиједила Швајцарску — 5:0, са по два гола Франца Бекенбауера и Хелмута Хелера, док је један гол постигао Сигфилд Хелд. У другом колу играла је неријешено, 0:0, са Аргентином, која је од 65. минута играла са играчем мање; док је у последњем колу савладала Шпанију 2:1, голом Увеа Селера у 84. минуту и пласирала се у четвртфинале са првог мјеста. У четвртфиналу играла је против Уругваја и побиједила 4:0, са по једним голом Бекенбауера и Селера и два гола Халера. Противник у полуфиналу био је Совјетски Савез, који је до те утакмице остварио све побједе. Њемци су побиједила 2:0, головима Халера и Бекенбауера, док је гол за Совјетски Савез дао Поркијан у 87 минуту; Њемачка је тако изборила прво финале након 1954, и дуел против Енглеске. Волфганг Вебер је постигао гол за 2:2 и продужетке у 90 минуту. У продужецима Џорџ Хурст је постигао један од најконтроверзнијих голова у историји Свјетског првенства. Након ударца Хурста, линијски судија је показао да је лопта прешла гол линију након што је пала после ударца у пречку; снимак је показао да није прешла у потпуности гол линију. Хурст је у 120 минуту постигао још један гол и Енглеска је побиједила 4:2. Хурст је послије утакмице изјавио: "Морам да признам да сам имао мало симпатије према Њемцима. Они сигурно вјерују да лопта није прешла линију и можда су у праву. Не могу више са сигурношћу да тврдим да је лопта прешла линију него што они могу да тврде да није."

### 1967—1974: Друга свјетска и прва европска титула
У квалификацијама за Европско првенство 1968, Њемачка је била у групи са Југославијом и Албанијом; савладала је Албанију 6:0 и Југославију 3:1 кући, док је поражена у Београду 1:0. У последњем колу играла је неријешено, 0:0, са Албанијом у Тирани и није се пласирала на Европско првенство. У квалификацијама за Свјетско првенство 1970, била је у групи са Шкотском, Кипром и Аустријом. Завршила је квалификације на првом мјесту, са пет побједа и ремијем на гостовању Шкотској. У оквиру квалификација савладала је Кипар 12:0, са четири гола Герда Милера, три гола Волфганга Оверата, два гола Халера и по једним голом Лоренца, Хелда и Хетгеса. На првенству, била је у групи са Перуом, Бугарском и Мароком. Побиједила је сва три меча и пласирала се у четвртфинале са првог мјеста. У четвртфиналу је играла против Енглеске, у репризи финала из 1966. Енглеска је водила 2:0 до 68 минута, када је Франц Бекенбауер постигао гол; Уве селер је изједначио у 82 минуту и изборио продужетке, у којима је Герд Милер постигао гол за побједу и пласман у полуфинале. У полуфиналу је играла против Италије; у регуларном дијелу било је 1:1, гол за Њемачку постигао је Карл Хајнц Шнелингер у 90 минуту и изборио продужетке. Њемачка је повела 2:1 голом Милера у 94 минуту, али је Италија преокренула головима Бургнича у 98, и Луиђија Риве у 104 минуту; Милер је у 110 донио ново изједначење, али је Ђани Ривера само минут касније постигао гол за побједу Италије 4:3. Утакмица између Италије и Западне Њемачке са пет голова у продужецима је једна од најдраматичнијих у историји Свјетског првенства и зову је "утакмицом вијека" и у Њемачкој и Италији.
У квалификацијама за Европско првенство 1972, Њемачка је играла у групи са Пољском, Турском и Албанијом, завршила је групу на првом мјесту, са четири побједе и два ремија и изборила четвртфинале против Енглеске. На Вемблију је тријумфовала 3:1, док је у Берлину било 0:0 и Њемачка се пласирала на прво Европско првенство. Завршница првенства играна је у Белгији, Њемачка је у полуфиналу играла против Белгије и побиједила је 2:1, са два гола Герда Милера. У финалу је играла против Совјетског Савеза и побиједила је 3:0, Герд Милер је постигао два гола, док је Вемер постигао трећи и донио Њемачкој прву титулу шампиона Европе; првенство је такође означило и почетак ере у којој је Њемачка стизала барем до полуфинала на шест од наредних седам првенстава.
На Свјетско првенство 1974 пласирала се директно и била је у групи са Источном Њемачком, Аустралијом и Чилеом. У првом колу тријумфовала је 1:0 голом Пола Бретнера; док је другом колу славила против Аустралије 3:0. У последњем колу Источна Њемачка је савладала Западну Њемачку 1:0, чиме је у наредну фазу прошла са првог мјеста, док је Западна Њемачка била друга. У другој фази играла је са Југославијом, Пољском и Шведском; тријумфовала је у сва три меча, завршила је на првом мјесту и пласирала се у финале, гдје је играла са Холандијом. Холандија је повела у другом минуту голом Нескенса из пенала, док су преокрет Њемачкој донијели Пол Бретнер и Герд Милер. Њемачка је тако освојила другу титулу првака свијета.

### 1975—1990: Трећа свјетска титула
У квалификацијама за Европско првенство 1976, Западна Њемачка је играла у групи са Грчком, Бугарском и Малтом. Квалификације је стартовала са три ремија у прве четири утакмице, након чега је савладала Бугарску 1:0 и Малту 8:0 код куће и пласирала се у четвртфинале, у којем је играла против Шпаније. У првој утакмици у Мадриду играли су неријешено 1:1, док је у Минхену Њемачка побиједила 2:0, головима Улија Хенеса и Клауса Топмелера и пласирала се на завршни турнир. Завршни турнир одржан је у Југославији, Њемачка је у полуфиналу играла против домаћина — репрезентацијом Југославије. Головима Данила Попиводе и Драгана Џајића, Југославија је водила 2:0 на полувремену. Први гол за Њемачку постигао је Фајнц Флохе у 65 минуту, док је Дитер Милер дао гол у 80 минуту и изборио продужетке, у којима је постигао још два гола за побједу 4:2. У свом другом узастопном финалу играла је против Чехословачке. Чехословачка је головима Швехлика у 8 и Добијаша у 25 минуту, повела 2:0; смањио је Дитер Милер у 28 минуту, док је Бернд Хелзенбејн голом у 90 минуту изборио продужетке. У продужецима није било голова и шутирали су се једанаестерци, у четвртој серији Ули Хенес је промашио пенал и Чехословачка је освојила Европско првенство. Као актуелни шампион, Западна Њемачка се пласирала директно на Свјетско првенство 1978, гдје је у групној фази играла са Пољском, Тунисом и Мексиком. У првом колу играла је неријешено, 0:0, са Пољском, након чега је побиједила Мексико 6:0; у последњем колу играла је неријешено, 0:0, са Тунисом и пласирала се у наредну фазу са другог мјеста. У новоформираној групи А играла је са Италијом, Холандијом и Аустријом. Након ремија у прва два меча, против Италије и Холандије, играла је одлучујући меч за пласман у полуфинале, против Аустрије. Голом Карл-Хајнца Руменигеа у 19 минуту Њемачка је повела 1:0, али је Аустрија преокренула у другом полувремену; Хелзенбејн је изједначио у 72 минуту, али је Ханс Кранкл голом у 88 минуту донио побједу Аустрији. Њемачка је тако испала у другој фази; Аустрија је поражена у прве двије утакмице, па им побједа против Њемачке није значила.
Формат Европског првенства промијењен је за првенство 1980, на завршни турнир, који је одржан у Италији, учествовало је осам репрезентација; Западна Њемачка била је у групи са Холандијом, Чехословачком и Грчком, освојила је прво мјесто и пласирала се у финале. У финалу је играла против Белгије; Хрубеш је донио вођство Њемачкој у 10 минуту, а изједначио је у 72 минуту из пенала. Хрубеш је својим другим голом, у 89 минуту, донио Њемачкој другу титулу првака Европе. На Свјетском првенству 1982, освојила је прво мјесто у прве двије фазе и изборила пласман у полуфинале, гдје је играла против Француске. Повела је Њемачка голом Литбарског у 17 минуту, а изједначио је Мишел Платини из пенала у 25 минуту. Није било голова до краја регуларног дијела, док су Французи повели 3:1 са два брза гола у првом продужетку. Карл-Хајнц Румениге је смањио голом у 102 минуту, док је Клаус Фишер голом у 108 минуту изједначио на 3:3 и изборио једанаестерце. Максим Бозис је промашио у шестој серији и Њемачка се пласирала у финале, гдје је играла против Италије. Италијани су доминирали у финалу, побиједила су 3:1; водили су 3:0, Кабрин је промашио пенал, док је коначан резултат поставио Пол Бретнер у 83 минуту.
Након неуспјеха на Европском првенству 1984, гдје је испала у групној фази, Франц Бекенбауер је постављен за новог селектора. Под Бекенбауеровим вођством, Западна Њемачка је играла финале Свјетског првенства 1986; то је било четврто финале Њемачке на последњих шест Свјетских првенстава. У финалу играла је против Аргентине. Аргентина је повела голом Хозеа Брауна у 23 минуту, док је на 2:0 повећао Хорхе Валдано у 55 минуту; Њемачка је изједначила головима Руменигеа у 74 и Велера у 80 минуту. Хорхе Буручага је након асистенције Дијега Арманда Марадоне у 83 минуту поставио коначан резултат; Њемачка је поражена у финалу други пут заредом. Европско првенство 1988 одржано је у Западној Њемачкој, која се као домаћин квалификовала директно. У групи је била са Италијом, Шпанијом и Данском и са првог мјеста се пласирала у полуфинале. У полуфиналу је играла против Холандије; Њемци су повели голом Лотара Матеуса у 55 минуту из пенала, а изједначио је Роналд Куман такође из пенала. Побједу и пласман Холандији у финале донио је Марко ван Бастен голом у 89 минуту. Године 1989, срушен је Берлински зид, који је раздвајао Западну и Источну Њемачку, али је Западна наступила на Свјетском првенству 1990 самостално. У групној фази играла је са Колумбијом, Југославијом и Уједињеним Арапским Емиратима. Прве двије утакмице побиједила је убједљиво: 4:1 Југославију и 5:1 Емирате. У последњем колу играла је неријешено, 1:1, са Колумбијом и пласирала се у осмину финала, гдје је играла против Холандије. Њемачка је тријумфовала 2:1, головима Јиргена Клинсмана и Андреаса Бремеа. У четвртфиналу савладала је Чехословачку голом Лотара Матеуса из пенала; док је у полуфиналу савладала Енглеску након пенала, Крис Вајдл је промашио пенал у шестој серији. Њемачка се тако пласирала у треће узастопно финале, а друго заредом против Аргентине. Једини гол у финалу постигао је Андреас Бреме у 85 минуту из пенала. Њемачка је тако освојила трећу титулу првака свијета и изједначила се по броју титула са Италијом и Бразилом.

### 1991—2002: Уједињење и трећа европска титула
Мјесец након пада Берлинског зида, одржан је жријеб за састав квалификационих група за Европско првенство 1992. Источна и Западна Њемачка били су у истој групи. Пад Берлинског зида 1989 био је први корак ка уједињењу Њемачке, које је званично завршено 3. октобра 1990. године. Источна и Западна Њемачка су од тог тренутка наступале као једна држава — Њемачка, која је наставила квалификације умјесто Западне Њемачке, док је први квалификациони меч између Источне Њемачке и Белгије, одигран 12. септембра 1990. године, проглашен за пријатељску утакмицу. Требало је да се одигра и утакмица између Источне и Западне Њемачке, у новембру 1990, у част уједињења, али је отказана; тако да је утакмица против Белгије била последња у историји Источне Њемачке. Прву званичну утакмицу уједињена Њемачка играла је против Швајцарске, 19. септембра 1990. године, Њемачка је побиједила 4:0. Квалификациону групу завршила је на првом мјесту, са једним ремијем и пласирала се на првенство 1992. У групној фази играли су против Холандије, Шкотске и репрезентације Заједнице независних држава, настале након распада Совјетског Савеза. Са ЗНД-ом је играла неријешено, 1:1, побиједила је Шкотску 2:0, поражена је од Холандије 3:1 и пласирала се у полуфинале са другог мјеста. У полуфиналу је побиједила домаћина Шведску 3:2 и пласирала се у четврто финале Европског првенства. У финалу је, као велики фаворит, играла против Данске, која је на првенство дошла умјесто Југославију, која је избачена због рата и распада државе. Данска је повела у 19 минуту, а Ким Вилфорт је голом у 78 минуту повећао на 2:0, што је остао коначан резултат и Данска је освојила прву титулу првака Европе. Као актуелни шампион, Њемачка се пласирала директно на Свјетско првенство 1994, које је одржано у САД. У групи је била са Шпанијом, Јужном Корејом и Боливијом. У првом колу побиједила је Боливију 1:0, голом Јиргена Клинсмана, док је у другом колу играла неријешено, 1:1, против Шпаније, поново је Клинсман постигао гол. Одлучујући меч за пролаз играла је против Јужне Кореје у трећем колу. Њемачка је са два гола Клинсмана и голом Карл-Хајнца Ридлеа водила 3:0; Корејци су у финишу постигли два гола и Њемачка је тријумфовала 3:2. У осмини финала побиједила је Белгију 3:2, са два гола Рудија Фелера и голом Клинсмана. У четвртфиналу играла је против Бугарске. Њемачка је повела голом Лотара Матеуса из пенала у 48 минуту, а Бугарска је резултат преокренула са два гола у два минута; Христо Стоичков је постигао гол у 76 минуту из слободног ударца, а у 78 минуту Јордан Лечков је постигао гол за пролаз Бугарске у полуфинале. Берти Фогт је доста критикован након повратка у Њемачку, али је остао селектор. У квалификацијама за Европско првенство 1996, Њемачка је освојила прво мјесто. У истој групи била је и Бугарска, која је побиједила Њемачку у Софији 3:2; Њемци су водили 2:0, након чега је Христо Стоичков постигао два гола, док је гол за другу узастопну побједу Бугарске над Њемачком постигао Емил Костадинов. У групној фази Европског првенства освојила је прво мјесто и у четвртфиналу је играла против Хрватске. Њемачка је тријумфовала 2:1, головима Клинсмана и Самера, док је гол за Хрватску постигао Давор Шукер. У полуфиналу играла је против Енглеске. Још једном је њихов дуел завршен након пенала; Гарет Саудгејт је промашио пенал у шестој серији и Њемачка се пласирала у друго узастопно финале. У финалу играла је против Чешке. Оливер Бирхоф је голом у 73 минуту изборио продужетке, а голом у продужецима донио је побједу Њемачкој 2:1 и трећу титулу првака Европе. За разлику од Европског, на Свјетском првенству други пут заредом испала је у четвртфиналу. На првенству 1998 у Француској изгубила је у четвртфиналу од Хрватске 3:0. Након пораза, Фогт је смијењен и на његово мјесто постављен је Ерих Рибек. Са Рибеком није биљежила добре резултате. На Европском првенству 2000 није остварила ниједну побједу, а у последњем колу изгубила је од Португалије 3:0. Рибек је поднио оставку, планирано је да га замијени Кристоф Даум, али је био умијешан у скандал са дрогом, па је на мјесто селектора дошао Руди Велер. Велер је дебитовао на Свјетском првенству 2002, на којем је Њемачка дошла до финала, али је поражена 2:0 од Бразила. Мирослав Клозе је био најбољи стријелац, док је голман и капитен Њемачке — Оливер Кан, проглашен за најбољег играча првенства; то је био први пут у историји Свјетских првенстава да је голман добио награду за најбољег играча првенства; такође, добио је награду Лав Јашин, за најбољег голмана првенства.

### 2002—2012: Друга и трећа мјеста
Након успјеха на Свјетском првенству, Њемачка није успјела да направи добар резултат на Европском првенству 2004. године. Као и на претходном првенству, испала је у групној фази, опет од тима који је већ обезбиједио пласман у четвртфинале, овога пута од Чешке. Њемачка је повела голом Михаела Балака, а Чешка преокренула головима Хајнца и Милана Бароша. Након пораза, Велер је поднио оставку због бројних критика. Репрезентација је морала да нађе трећег селектора у последњих шест година, након што је у претходних 75 промијенила само шест селектора. Након што су Отмар Хицфелд и Ото Рехагел одбили понуду, бивши репрезентативац — Јирген Клинсман, који никада до тад није радио као тренер, постављен је на мјесто селектора. У јулу 2000, на гласању у Цириху, Њемачка је одабрана за домаћина Свјетског првенства 2006 и самим тим се квалификовала директно. Главни Клинсманов задатак био је да оствари добар резултат на свом терену. Њемачка је у групној фази играла против Пољске, Еквадора и Костарике. У првом колу побиједила је Костарику 4:2, са два гола Мирослава Клозеа и по једним голом Филипа Лама и Торстена Фрингса. У другом колу побиједила је Пољску 1:0, голом Оливера Невила у 90 минуту; у последњем колу савладала је Еквадор 3:0, са два гола Мирослава Клозеа и једним голом Лукаса Подолског; и са првог мјеста се пласирала у осмину финала. У осмини елиминисала је Шведску 2:0, са два гола Подолског у првих 12 минута, оба пута Мирослав Клозе је био асистент. У четвртфиналу играла је са Аргентином; Клосе је голом у 80 минуту изборио продужетке, у којима није било голова. Њемачка је тријумфовала 4:2 након пенала, Естебан Камбијасо је промашио пенал за Аргентину. У полуфиналу играла је против Италије. Није било голова, играли су се продужеци, у којима је Италија дала два гола у последња два минута. Фабио Гросо је на асистенцију Андрее Пирла дао гол у 119 минуту, а само минут касније Алесандро дел Пјеро је постигао други гол и елиминисао Њемачку. У утакмици за треће мјесто савладала је Португалију 3:1, са два гола Бастијана Швајнштајгера и аутоголом Петита. Мирослав Клозе је освојио златну копачку за најбољег стријелца првенства, са пет голова, поставши тако први њемачки добитник награде. Лукас Подолски је добио награду за најбољег младог играча; док су четири фудбалера Њемачке изабрана у идеални тим првенства: Јенс Леман, Филип Лам, Михаел Балак и Мирослав Клозе. Са 14 постигнутих голова, Њемачка је била најефикаснија репрезентација на првенству, постигла је више голова од свих других репрезентација. Клинсман се након првенства повукао са мјеста селектора, због критика, за новог селектора именован је његов помоћник — Јоахим Лев.
У квалификацијама за Европско првенство 2008, остварила је једну од најубедљивијих побједа, савладала је Сан Марино 13:0, то је био и највећи пораз Сан Марина у историји. Квалификације је завршила. на другом мјесту, иза Чешке, од које је изгубила 3:0 на Алијанц арени у Минхену, На првенству била је у групи са Пољском, Хрватском и Аустријом. У првом колу, са два гола Лукаса Подолског, побиједила је Пољску; док је у другом колу поражена од Хрватске 2:1, једини гол постигао је Подолски. У утакмици за пролаз у четвртфинале побиједила је Аустрију 1:0, голом Михаела Балака из слободног ударца. У четвртфиналу побиједила је Португалију 3:2, головима Мирослава Клозеа, Бастијана Швајнштајгера и Балака. Резултатом 3:2 савладала је и Турску у полуфиналу, голом Филипа Лама у судијској надокнади времена и тако дошла до шестог финала Европског првенства. У финалу играла је против Шпаније, која је побиједила голом Фернанда Тореса. Квалификације за Свјетско првенство 2010 завршила је на првом мјесту, са осам побједа и два ремија, оба против Финске. На жријебу одржаном 4. децембра 2010, Њемачка је смјештена у групу са Аустралијом, Србијом и Ганом. У првој утакмици побиједила је Аустралију 4:0, док је у другој утакмици изгубила 1:0 од Србије; гол је постигао Милан Јовановић, Клосе је добио црвени картон у 37 минуту, а Владимир Стојковић је одбранио пенал Подолском у 60 минуту. То је био први пораз Њемачке у групној фази Свјетског првенства од 1986. и први пораз од Србије још од 1973. године. У последњем колу побиједила је Гану 1:0, голом Месута Озила. У осмини финала побиједила је Енглеску 4.1, што је био највећи пораз Енглеске на Свјетском првенству до тад; при резултату 2:1, поништен је гол Френка Лампарда, на поновљеном снимку видјело се да је лопта прешла гол линију цијелим обимом. У четвртфиналу побиједила је Аргентину 4:0; Мирослав Клозе је одиграо стоту утакмицу за репрезентацију и са два постигнута гола против Аргентине изједначио се са Гердом Милером на другом мјесту листе најбољих стријелаца Свјетског првенства, са 14 голова, један иза Роналда. У полуфиналу поражена је 1:0 од Шпаније, у репризи финала Европског првенства 2008, гол је постигао Карлес Пујол. У утакмици за треће мјесто побиједила је Уругвај 3:2, головима Томаса Милера, Марсела Јансена и Самија Хедире. Њемачка је на првенству постигла 16 голова, највише од свих репрезентација; нови свјетски првак — Шпанија, постигла је осам голова. Њемачка је тако постала прва репрезентација након Бразила 1982, која је имала најбољу гол разлику, а није освојила првенство. Томас Милер добио је златну копачку за најбољег стријелца, са пет постигнутих голова; пет голова постигли су и Давид Виља, Весли Снајдер и Дијего Форлан, али је награду добио Милер због три асистенције. Милер је такође добио и награду за најбољег младог играча. Њемачка је претрпјела велике демографске промјене, па тако 11 фудбалера од 23 који су играли на Свјетском првенству 2010, могли су да играју и за друге репрезентације; њих десет је рођено и одрасло у Њемачкој, док је Какау дошао из Бразила у раном добу.
Квалификације за Европско првенство 2012 завршила је са свих десет побједа у групи са, Белгијом, Турском, Аустријом, Азербејџаном и Казахстаном. На првенству била је у групи са Холандијом, Португалијом и Данском. У првом колу побиједила је Португалију голом Марија Гомеза; у другом колу побиједила је Холандију 2:1, оба гола постигао је Гомез у првом полувремену, док је Робин ван Перси дао гол за Холандију. У последњем колу побиједила је Данску 2:1, головима Лукаса Подолског и Ларса Бендера и пласирала се у четвртфинале са првог мјеста. У четвртфиналу побиједила је Грчку и поставила рекорд са 15 побједа заредом у такмичарским утакмицама. Упркос великим очекивањима, поражена је од Италије у полуфиналу 2:1, једини гол постигао је Месут Озил у 90 минуту из пенала. Њемачка тако није успјела да прекине традицију и да побиједи Италију у такмичарској утакмици, у осам утакмица није остварила ниједну побједу.

### 2013—2017: Четврта свјетска титула
Квалификације за Свјетско првенство 2014 завршила је на првом мјесту, са девет побједа и једним ремијем. Играла је неријешено са Шведском у Берлину, 4:4; Њемачка је водила 4:0, са два гола Мирослава Клозеа и по једним голом Пера Мертезакера и Месута Озила. Златан Ибрахимовић је смањио на 4:1, док је Расмус Елм у другом минуту судијске надокнаде времена постигао гол за 4:4. На првенству била је у групи са Португалијом, Ганом и Сједињеним Америчким Државама. У првом колу побиједила је Португалију 4:0, уз хет-трик Томаса Милера; у другом колу играла је неријешено, 2:2, са Ганом, Мирослав Клозе је постигао други гол и изједначио се са Роналдом на првом мјесту листе стријелаца Свјетских првенстава. У трећем колу побиједила је САД 1:0, голом Милера и пласирала се у елиминациону фазу са првог мјеста. У осмини финала играла је против Алжира; у регуларном дијелу није било голова, док су побједу Њемачкој од 2:1 у продужецима донијели Андре Ширле и Месут Озил. У четвртфиналу, голом Матса Хумелса побиједила је Француску 1:0 и пласирала се у полуфинале, четврто узастопно, чиме је поставила нови рекорд, јер ниједна репрезентација прије није то успјела. У полуфиналу играла је против домаћина — Бразила. Томас Милер је постигао гол за 1:0 у 11 минуту, док је у 23 минуту Мирослав Клозе постигао други гол и постао најбољи стријелац у историји Свјетских првенстава, са 16 голова; престигао је Роналда, који је дао 15. Тони Крос са два гола и Сами Хедира донијели су вођство Њемачкој 5:0 већ у 29 минуту. У другом полувремену, Андре Ширле је са два гола донио вођство од 7:0, док је почасни гол за Бразил постигао Оскар у 90 минуту. Њемачка је побиједила 7:1, то је био најубједљивији пораз Бразила у историји Свјетских првенстава; само једном прије тога су примили пет голова, 1938, у побједи над Пољском 6:5. Са седам постигнутих голова, Њемачка је дошла до 223 гола на Свјетским првенствима и престигла Бразил на првом мјесту. У финалу играла је против Аргентине, то је било њихово треће финале. У регуларном дијелу није било голова, а Марио Геце је голом у 113 минуту донио Њемачкој побједу 1:0 и четврту титулу првака свијета.
Квалификације за Европско првенство 2016 завршила је на првом мјесту, са бодом испред Пољске. На првенству била је у групи са Пољском, Сјеверном Ирском и Украјином. У првом колу побиједила је Украјину 2:0, головима Шкодрана Мустафија и Бастијана Швајнштајгера. У другом колу играла је неријешено, 0:0, са Пољском, док је у последњем колу побиједила Сјеверну Ирску 1:0, голом Марија Гомеза и пласирала се у осмину финала са првог мјеста. У осмини елиминисала је Словачку 3:0; док је у четвртфиналу била боља од Италије након пенала 6:5. Месут Озил и Швајнштајгер су промашили, али је Мануел Нојер одбранио три пенала и Њемачка се пласирала у полуфинале; по први пут у историји у такмичарској утакмици побиједила је Италију, мада је утакмица завршена неријешено у регуларном дијелу. У полуфиналу играла је са домаћином — Француском, која је побиједила 2:0, са два гола Антоана Гризмана и елиминисала Њемачку.
Као актуелни свјетски шампион учествовала је на Купу конфедерација 2017, гдје је у групној фази побиједила шампиона Азије — Аустралију 3:2, ремизирала са Чилеом 1:1 и побиједила Камерун 3:1. У полуфиналу побиједила је Мексико 4:1. Леон Горецка постигао је два гола, док су Тимо Вернер и Амин Јунс постигли по један гол. Њемачка се тако пласирала у финале по први пут, гдје је голом Ларса Стиндла у 20 минуту побиједила Чиле 1:0 и по први пут освојила Куп конфедерација. Вернер је био најбољи стријелац, са три гола, док је Јулијан Дракслер проглашен за најбољег играча турнира.

### 2018—сада: Неуспјех на СП и у Лиги нација
Квалификације за Свјетско првенство 2018 завршила је на првом мјесту, са свих десет побједа, уз гол разлику 43:4; остварила је убједљиве побједе против Сан Марина (8:0 и 7:0) и Норвешке (6:0). На жријебу одржаном 1. децембра 2017. године, одлучено је да Њемачка у групној фази игра са Шведском, Мексиком и Јужном Корејом. Прву утакмицу, Њемачка је играла против Мексика, који је славио 1:0, голом Ирвинга Лозана. У другој утакмици побиједила је Шведску 2:1, голом Тонија Кроса у 95 минуту. У последњој утакмици поражена је 2:0 од Јужне Кореје; оба гола примила је у судијској надокнади времена, након што је Јоахим Лев увео офанзивне играче. Код другог гола, голман Њемачке, Мануел Нојер, дриблао је играча код гола Јужне Кореје, изгубио је лопту и Сон Хеунг-мин је постигао гол, који је био празан; Њемачка је тако заузела последње мјесто у групи. То је био први пут у историји да је испала у групној фази на Свјетском првенству (с обзиром на то да се 1938, када је испала у првом колу, није играла групна фаза), а први пут од 1950, када јој је било забрањено учешће, да није играла барем у четвртфиналу (са изузетком 1978, када су се играле двије групне фазе па финале). Њемачка је тако четврти првак свијета који је испао у групној фази на последњих пет првенстава, чиме се наставило такозвано "проклетство свјетских првака"; Француска је као првак испала у групи на првенству 2002, Италија је као првак испала на првенству 2010, док је Шпанија као првак испала у групи на првенству 2014.
| Поз | Тим          | Играно | П | Н | Пор. | ДГ | ПГ | ГР | Поени |
| --- | ------------ | ------ | - | - | ---- | -- | -- | -- | ----- |
| 1.  | Шведска      | 3      | 2 | 0 | 1    | 5  | 2  | +3 | 6     |
| 2.  | Мексико      | 3      | 2 | 0 | 1    | 3  | 4  | -1 | 6     |
| 3.  | Јужна Кореја | 3      | 1 | 0 | 2    | 3  | 3  | 0  | 3     |
| 4.  | Њемачка      | 3      | 1 | 0 | 2    | 2  | 4  | -2 | 3     |

Од сезоне 2018, УЕФА је покренула Лигу нација. Жријеб је одржан у Лозани, 24. јануара 2018. године, Њемачка је у оквиру Дивизије А извучена у групи са Француском и Холандијом. У првој утакмици ремизирала је 0:0 са Француском, након чега је изгубила 3:0 на гостовању Холандији. Три дана касније изгубила је на гостовању Француској 2:1, што јој је био четврти пораз на последњих шест такмичарских утакмица. Након што је Холандија побиједила Француску, Њемачка је испала у Дивизију Б. У последњем колу ремизирала је 2:2 кући са Холандијом и завршила је на последњем мјесту у групи, са два бода.
Жријеб за квалификације за Европско првенство 2020, одржан је 2. децембра 2018. године, у Даблину. Њемачка је извучена у групи са Холандијом, Сјеверном Ирском, Естонијом и Бјелорусијом. Репрезентације играју једна против друге кући и на страни, по Бергеровом систему, двије првопласиране репрезентације ће се пласирати на Европско првенство. У првој утакмици побиједила је Холандију у гостима 3:2. Њемачка је водила 2:0 на полувремену, Холандија је изједначила, а Нико Шулц је постигао гол за побједу у 90 минуту.

## Национални дресови
Адидас је дугогодишњи произвођач дресова за репрезентацију Њемачке; сарадњу су почели 1954. године, а уговор је продужен до 2022. Током седамдесетих година 20. вијека, дресове је производила Ерима, њемачки бренд, помоћни бренд Адидаса.
Домаћи дресови репрезентације увијек су били бијела мајица, црни шортс и бијеле чарапе. Боје су узете од заставе из 19. вијека сјеверне њемачке државе Пруске. Од 1988, већина домаћих дресова дизајнирана је са детаљима модерне њемачке заставе, изузев Свјетског првенства 2002, гдје су дресови били чисто црно-бијели. За Свјетско првенство 2014, тим је играо у бијелим шортсевима због правила ФИФА о дресовима за првенство. Боја мајице за утакмице на гостовањима мијењана је неколико пута. Зелена мајица и бијели шортс су најчешће коришћена комбинација кроз историју, због боја фудбалског савеза; често је изјављено да зелене мајице носе због тога што је Ирска одиграла прву пријатељску утакмицу са Њемачком након Другог свјетског рата. Ипак, прва репрезентација која је играла пријатељску утакмицу са Њемачком након рата била је Швајцарска.
Друге боје које су кориштене су црвена, сива и црна. Дресови су из црне у црвену промијењени 2005. године, на захтјев Јиргена Клинсмана, али је сваку утакмицу на Свјетском првенству 2006 играла у домаћим дресовима. Године 2010, гостујући дресови су промијењени у црну мајицу и бијели шортс.

### Дресови кроз историју
домаћи дресови:
| 1908. | Свјетско · 1934. |  | Свјетско · 1938. | Свјетско · 1954. | Свјетско · 1962. |  | Свјетско · 1966 – 1970. | Свјетско · 1974. |

| Свјетско · 1978. | Европско 1980. | Свјетско 1982. |  | Европско · 1984. | Свјетско · 1986. | Европско 1988 – Свјетско 1990. | Европско · 1992. |

| Свјетско · 1994. | Европско · 1996. | Свјетско · 1998. | Европско · 2000. | Свјетско · 2002. | Европско · 2004. | Свјетско · 2006. |

| Европско · 2008. | Свјетско · 2010. | Европско · 2012. | Свјетско · 2014. | Европско · 2016. | Куп конфедерација · 2017. |  | Свјетско · 2018. |

|  | Европско · 2020. |  | Светско · 2022. |  | Европско · 2024. |

Гостујући дресови:
| Свјетско · 1954 – 1958. | Свјетско · 1966 – 1970. | Свјетско · 1974. | Европско 1980 – Свјетско 1982. | Европско 1984. | Свјетско 1986. | Европско 1988 – Свјетско 1990. |

| Европско · 1992. | Свјетско · 1994. | Европско · 1996. | Свјетско · 1998. | Европско · 2000. | Свјетско · 2002. | Европско · 2004. |

| Куп конфедерација · 2005. | Свјетско · 2006. | Европско · 2008. | Свјетско · 2010. | Европско · 2012. | Свјетско · 2014. | Европско · 2016. |

|  | Свјетско · 2018. |  | Европско · 2020. |  | Светско · 2022. |  | Европско · 2024. |

## Рекорди

### Највише одиграних утакмица
Активни фудбалери су подебљани:
| Позиција | Фудбалер              | Репрезентативна каријера | Број утакмица | Број голова |
| -------- | --------------------- | ------------------------ | ------------- | ----------- |
| 1.       | Лотар Матеус          | 1980—2000.               | 150           | 23          |
| 2.       | Мирослав Клозе        | 2001—2014.               | 137           | 71          |
| 3.       | Лукас Подолски        | 2004—2017.               | 130           | 49          |
| 4.       | Бастијан Швајнштајгер | 2004—2016                | 121           | 24          |
| 5.       | Филип Лам             | 2004—2014                | 113           | 5           |
| 6.       | Јирген Клинсман       | 1987—1998                | 108           | 47          |
| 7.       | Јирген Колер          | 1986—1998                | 105           | 2           |
| 8.       | Пер Мертезакер        | 2004—2014                | 104           | 4           |
| 9.       | Франц Бекенбауер      | 1965—1977.               | 103           | 14          |
| 10.      | Томас Хеслер          | 1988—2000.               | 101           | 11          |

### Најбољи стријелци
Активни фудбалери су подебљани:
| Позиција | Фудбалер            | Репрезентативна каријера | Број голова | Број утакмица | Просјечно |
| -------- | ------------------- | ------------------------ | ----------- | ------------- | --------- |
| 1.       | Мирослав Клозе      | 2001—2014                | 71          | 137           | 0,52      |
| 2.       | Герд Милер          | 1966—1974.               | 68          | 62            | 1,10      |
| 3.       | Лукас Подолски      | 2004—2017                | 49          | 130           | 0,48      |
| 4.       | Руди Фелер          | 1982—1994.               | 47          | 90            | 0,52      |
| 4.       | Јирген Клинсман     | 1987—1998.               | 47          | 108           | 0,44      |
| 6.       | Карл-Хајнц Румениге | 1976—1986                | 45          | 72            | 0,47      |
| 7.       | Уве Зелер           | 1954—1970.               | 43          | 72            | 0,60      |
| 8.       | Михаел Балак        | 1999—2010.               | 42          | 98            | 0,43      |
| 9.       | Томас Милер         | 2010—                    | 38          | 100           | 0,38      |
| 10.      | Оливер Бирхоф       | 1996—2002                | 37          | 70            | 0,53      |

## Резултати на међународним такмичењима
Њемачка је освојила Свјетско првенство четири пута и друга је најуспјешнија репрезентација, са једном титулом мање од Бразила. На другом мјесту завршила је четири пута. У полуфиналу играла је 13 пута, што је највише од свих репрезентација, на другом мјесту је Бразил са 11, који је учествовао на два првенства више. На последњих 16 првенстава, сваки пут се пласирала минимум у другу фазу такмичења или у четвртфинале, у зависности од формата такмичења. Квалификовала се за свако првенство за које је играла квалификације. Није учествовала на првом првенству — 1930, у Уругвају због Велике кризе; док јој је било забрањено учешће на првом послијератном првенству — 1950. Освајањем Свјетског првенства 2014, Њемачка је у Ело ранкингу сакупила 2.223 бодова, што је највише икада.
Њемачка је освојила Европско првенство три пута, исто колико и Шпанија; Три пута је завршила на другом мјесту. Квалификовала се на свако Европско првенство, осим за првенство 1968. Није се пласирала у четвртфинале на само два првенства: 2000 и 2004.

### Свјетско првенство
- 1930—1938 као    Њемачка
- 1950—1990 као  Западна Њемачка
- 1994—данас као  Њемачка

  Првак    Другопласирани    Трећепласирани    Четвртопласирани  
| Резултати на Свјетском првенству | Резултати на Свјетском првенству | Резултати на Свјетском првенству | Резултати на Свјетском првенству | Резултати на Свјетском првенству | Резултати на Свјетском првенству | Резултати на Свјетском првенству | Резултати на Свјетском првенству | Резултати на Свјетском првенству | Резултати у квалификацијама за Свјетско првенство | Резултати у квалификацијама за Свјетско првенство | Резултати у квалификацијама за Свјетско првенство | Резултати у квалификацијама за Свјетско првенство | Резултати у квалификацијама за Свјетско првенство | Резултати у квалификацијама за Свјетско првенство |
| Година                           | Коло                             | Мјесто                           | И                                | П                                | Н*                               | ПР                               | ДГ                               | ПГ                               | И                                                 | П                                                 | Н*                                                | И                                                 | ДГ                                                | ПГ                                                |
| -------------------------------- | -------------------------------- | -------------------------------- | -------------------------------- | -------------------------------- | -------------------------------- | -------------------------------- | -------------------------------- | -------------------------------- | ------------------------------------------------- | ------------------------------------------------- | ------------------------------------------------- | ------------------------------------------------- | ------------------------------------------------- | ------------------------------------------------- |
| 1930.                            | Није учествовала                 | Није учествовала                 | Није учествовала                 | Није учествовала                 | Није учествовала                 | Није учествовала                 | Није учествовала                 | Није учествовала                 | —                                                 | —                                                 | —                                                 | —                                                 | —                                                 | —                                                 |
| 1934.                            | Полуфинале                       | 3.                               | 4                                | 3                                | 0                                | 1                                | 11                               | 8                                | 1                                                 | 1                                                 | 0                                                 | 0                                                 | 9                                                 | 1                                                 |
| 1938                             | Прва фаза                        | 10.                              | 2                                | 0                                | 1                                | 1                                | 3                                | 5                                | 3                                                 | 3                                                 | 0                                                 | 0                                                 | 11                                                | 1                                                 |
| 1950                             | Забрањено јој учешће             | Забрањено јој учешће             | Забрањено јој учешће             | Забрањено јој учешће             | Забрањено јој учешће             | Забрањено јој учешће             | Забрањено јој учешће             | Забрањено јој учешће             | Није учествовала                                  | Није учествовала                                  | Није учествовала                                  | Није учествовала                                  | Није учествовала                                  | Није учествовала                                  |
| 1954                             | Првак                            | 1.                               | 6                                | 5                                | 0                                | 1                                | 25                               | 14                               | 4                                                 | 3                                                 | 1                                                 | 0                                                 | 12                                                | 3                                                 |
| 1958                             | Полуфинале                       | 4.                               | 6                                | 2                                | 2                                | 2                                | 12                               | 14                               | Квалификовала се као актуелни првак               | Квалификовала се као актуелни првак               | Квалификовала се као актуелни првак               | Квалификовала се као актуелни првак               | Квалификовала се као актуелни првак               | Квалификовала се као актуелни првак               |
| 1962                             | Четвртфинале                     | 7.                               | 4                                | 2                                | 1                                | 1                                | 4                                | 2                                | 4                                                 | 4                                                 | 0                                                 | 0                                                 | 11                                                | 5                                                 |
| 1966                             | Финале                           | 2.                               | 6                                | 4                                | 1                                | 1                                | 15                               | 6                                | 4                                                 | 3                                                 | 1                                                 | 0                                                 | 14                                                | 2                                                 |
| 1970                             | Полуфинале                       | 3.                               | 6                                | 5                                | 0                                | 1                                | 17                               | 10                               | 6                                                 | 5                                                 | 1                                                 | 0                                                 | 20                                                | 3                                                 |
| 1974                             | Првак                            | 1.                               | 7                                | 6                                | 0                                | 1                                | 13                               | 4                                | Квалификовала се као домаћин                      | Квалификовала се као домаћин                      | Квалификовала се као домаћин                      | Квалификовала се као домаћин                      | Квалификовала се као домаћин                      | Квалификовала се као домаћин                      |
| 1978                             | Друга групна фаза                | 6.                               | 6                                | 1                                | 4                                | 1                                | 10                               | 5                                | Квалификовала се као актуелни првак               | Квалификовала се као актуелни првак               | Квалификовала се као актуелни првак               | Квалификовала се као актуелни првак               | Квалификовала се као актуелни првак               | Квалификовала се као актуелни првак               |
| 1982                             | Финале                           | 2.                               | 7                                | 3                                | 2                                | 2                                | 12                               | 10                               | 8                                                 | 8                                                 | 0                                                 | 0                                                 | 33                                                | 3                                                 |
| 1986                             | Финале                           | 2.                               | 7                                | 3                                | 2                                | 2                                | 8                                | 7                                | 8                                                 | 5                                                 | 2                                                 | 1                                                 | 22                                                | 9                                                 |
| 1990                             | Првак                            | 1.                               | 7                                | 5                                | 2                                | 0                                | 15                               | 5                                | 6                                                 | 3                                                 | 3                                                 | 0                                                 | 13                                                | 3                                                 |
| 1994                             | Четвртфинале                     | 5.                               | 5                                | 3                                | 1                                | 1                                | 9                                | 7                                | Квалификовала се као актуелни првак               | Квалификовала се као актуелни првак               | Квалификовала се као актуелни првак               | Квалификовала се као актуелни првак               | Квалификовала се као актуелни првак               | Квалификовала се као актуелни првак               |
| 1998                             | Четвртфинале                     | 7.                               | 5                                | 3                                | 1                                | 1                                | 8                                | 6                                | 10                                                | 6                                                 | 4                                                 | 0                                                 | 23                                                | 9                                                 |
| 2002                             | Финале                           | 2.                               | 7                                | 5                                | 1                                | 1                                | 14                               | 3                                | 10                                                | 6                                                 | 3                                                 | 1                                                 | 19                                                | 12                                                |
| 2006                             | Полуфинале                       | 3.                               | 7                                | 5                                | 1                                | 1                                | 14                               | 6                                | Квалификовала се као домаћин                      | Квалификовала се као домаћин                      | Квалификовала се као домаћин                      | Квалификовала се као домаћин                      | Квалификовала се као домаћин                      | Квалификовала се као домаћин                      |
| 2010                             | Полуфинале                       | 3.                               | 7                                | 5                                | 0                                | 2                                | 16                               | 5                                | 10                                                | 8                                                 | 2                                                 | 0                                                 | 26                                                | 5                                                 |
| 2014                             | Првак                            | 1.                               | 7                                | 6                                | 1                                | 0                                | 18                               | 4                                | 10                                                | 9                                                 | 1                                                 | 0                                                 | 36                                                | 10                                                |
| 2018                             | Групна фаза                      | 22.                              | 3                                | 1                                | 0                                | 2                                | 2                                | 4                                | 10                                                | 10                                                | 0                                                 | 0                                                 | 43                                                | 4                                                 |
| 2022                             | Групна фаза                      | 17.                              | 3                                | 1                                | 1                                | 1                                | 6                                | 5                                | 10                                                | 9                                                 | 0                                                 | 1                                                 | 36                                                | 4                                                 |
| Укупно                           | 20/22                            | 4 титуле                         | 112                              | 68                               | 21*                              | 23                               | 232                              | 130                              | 104                                               | 83                                                | 18                                                | 3                                                 | 328                                               | 74                                                |

### Европско првенство
- 1960—1988 као  Западна Њемачка
- 1992—данас као  Њемачка

  Првак    Другопласирани    Трећепласирани    Четвртопласирани  
| 1960   | Није учествовала      | Није учествовала      | Није учествовала      | Није учествовала      | Није учествовала      | Није учествовала      | Није учествовала      | Није учествовала      | Није учествовала             | Није учествовала             | Није учествовала             | Није учествовала             | Није учествовала             | Није учествовала             | Није учествовала             | Није учествовала             |
| 1964   | Није учествовала      | Није учествовала      | Није учествовала      | Није учествовала      | Није учествовала      | Није учествовала      | Није учествовала      | Није учествовала      | Није учествовала             | Није учествовала             | Није учествовала             | Није учествовала             | Није учествовала             | Није учествовала             | Није учествовала             | Није учествовала             |
| 1968   | Није се квалификовала | Није се квалификовала | Није се квалификовала | Није се квалификовала | Није се квалификовала | Није се квалификовала | Није се квалификовала | Није се квалификовала | 4                            | 2                            | 1                            | 1                            | 9                            | 2                            |                              |                              |
| 1972   | Првак                 | 1.                    | 2                     | 2                     | 0                     | 0                     | 5                     | 1                     | 8                            | 5                            | 3                            | 0                            | 13                           | 3                            |                              |                              |
| 1976   | Финале                | 2.                    | 2                     | 1                     | 1*                    | 0                     | 6                     | 4                     | 8                            | 4                            | 4                            | 0                            | 17                           | 5                            |                              |                              |
| 1980   | Првак                 | 1.                    | 4                     | 3                     | 1                     | 0                     | 6                     | 3                     | 6                            | 4                            | 2                            | 0                            | 17                           | 1                            |                              |                              |
| 1984   | Групна фаза           | 5.                    | 3                     | 1                     | 1                     | 1                     | 2                     | 2                     | 8                            | 5                            | 1                            | 2                            | 15                           | 5                            |                              |                              |
| 1988   | Полуфинале            | 3.                    | 4                     | 2                     | 1                     | 1                     | 6                     | 3                     | Квалификовала се као домаћин | Квалификовала се као домаћин | Квалификовала се као домаћин | Квалификовала се као домаћин | Квалификовала се као домаћин | Квалификовала се као домаћин |                              |                              |
| 1992   | Финале                | 2.                    | 5                     | 2                     | 1                     | 2                     | 7                     | 8                     | 6                            | 5                            | 0                            | 1                            | 13                           | 4                            |                              |                              |
| 1996   | Првак                 | 1.                    | 6                     | 4                     | 2*                    | 0                     | 10                    | 3                     | 10                           | 8                            | 1                            | 1                            | 27                           | 10                           |                              |                              |
| 2000   | Групна фаза           | 14.                   | 3                     | 0                     | 1                     | 2                     | 1                     | 5                     | 8                            | 6                            | 1                            | 1                            | 20                           | 4                            |                              |                              |
| 2004   | Групна фаза           | 12.                   | 3                     | 0                     | 2                     | 1                     | 2                     | 3                     | 8                            | 5                            | 3                            | 0                            | 13                           | 4                            |                              |                              |
| 2008   | Финале                | 2.                    | 6                     | 4                     | 0                     | 2                     | 10                    | 7                     | 12                           | 8                            | 3                            | 1                            | 35                           | 7                            |                              |                              |
| 2012   | Полуфинале            | 3.                    | 5                     | 4                     | 0                     | 1                     | 10                    | 6                     | 10                           | 10                           | 0                            | 0                            | 34                           | 7                            |                              |                              |
| 2016   | Полуфинале            | 3.                    | 6                     | 3                     | 2*                    | 1                     | 7                     | 3                     | 10                           | 7                            | 1                            | 2                            | 24                           | 9                            |                              |                              |
| 2020   | Осмина финала         | 15.                   | 4                     | 1                     | 1                     | 2                     | 6                     | 7                     | 8                            | 7                            | 0                            | 1                            | 30                           | 7                            |                              |                              |
| 2024   | Четвртфинале          | 5.                    | 5                     | 3                     | 1                     | 1                     | 11                    | 4                     | Квалификовала се као домаћин | Квалификовала се као домаћин | Квалификовала се као домаћин | Квалификовала се као домаћин | Квалификовала се као домаћин | Квалификовала се као домаћин | Квалификовала се као домаћин | Квалификовала се као домаћин |
| Укупно | 3 титуле              | 14/17                 | 58                    | 30                    | 14*                   | 14                    | 89                    | 59                    | 106                          | 76                           | 20                           | 10                           | 267                          | 68                           |                              |                              |

### Куп конфедерација
Првак    Другопласирани    Трећепласирани    Четвртопласирани  
| Резултати на купу конфедерација | Резултати на купу конфедерација | Резултати на купу конфедерација | Резултати на купу конфедерација | Резултати на купу конфедерација | Резултати на купу конфедерација | Резултати на купу конфедерација | Резултати на купу конфедерација | Резултати на купу конфедерација |                       |
| Година                          | Коло                            | Мјесто                          | И                               | П                               | Н*                              | ПР                              | ДГ                              | ПГ                              |                       |
| ------------------------------- | ------------------------------- | ------------------------------- | ------------------------------- | ------------------------------- | ------------------------------- | ------------------------------- | ------------------------------- | ------------------------------- | --------------------- |
| 1992                            | Није учествовала                | Није учествовала                | Није учествовала                | Није учествовала                | Није учествовала                | Није учествовала                | Није учествовала                | Није учествовала                | Није учествовала      |
| 1995                            | Није се квалификовала           | Није се квалификовала           | Није се квалификовала           | Није се квалификовала           | Није се квалификовала           | Није се квалификовала           | Није се квалификовала           | Није се квалификовала           | Није се квалификовала |
| 1997                            | Није учествовала                | Није учествовала                | Није учествовала                | Није учествовала                | Није учествовала                | Није учествовала                | Није учествовала                | Није учествовала                | Није учествовала      |
| 1999                            | Групна фаза                     | 5.                              | 3                               | 1                               | 0                               | 2                               | 2                               | 6                               |                       |
| 2001                            | Није се квалификовала           | Није се квалификовала           | Није се квалификовала           | Није се квалификовала           | Није се квалификовала           | Није се квалификовала           | Није се квалификовала           | Није се квалификовала           | Није се квалификовала |
| 2003                            | Није учествовала                | Није учествовала                | Није учествовала                | Није учествовала                | Није учествовала                | Није учествовала                | Није учествовала                | Није учествовала                | Није учествовала      |
| 2005                            | Треће мјесто                    | 3.                              | 5                               | 3                               | 1                               | 1                               | 15                              | 11                              |                       |
| 2009                            | Није се квалификовала           | Није се квалификовала           | Није се квалификовала           | Није се квалификовала           | Није се квалификовала           | Није се квалификовала           | Није се квалификовала           | Није се квалификовала           | Није се квалификовала |
| 2013                            | Није се квалификовала           | Није се квалификовала           | Није се квалификовала           | Није се квалификовала           | Није се квалификовала           | Није се квалификовала           | Није се квалификовала           | Није се квалификовала           | Није се квалификовала |
| 2017                            | Првак                           | 1.                              | 5                               | 4                               | 1                               | 0                               | 12                              | 5                               |                       |
| Укупно                          | 1 титула                        | 3/10                            | 13                              | 8                               | 2                               | 3                               | 29                              | 22                              |                       |

* Неријешени резултати укључују мечеве који су одлучени након пенала.

### Лига нација
| Рекорди у УЕФА Лиги нација | Рекорди у УЕФА Лиги нација | Рекорди у УЕФА Лиги нација | Рекорди у УЕФА Лиги нација | Рекорди у УЕФА Лиги нација | Рекорди у УЕФА Лиги нација | Рекорди у УЕФА Лиги нација | Рекорди у УЕФА Лиги нација | Рекорди у УЕФА Лиги нација | Рекорди у УЕФА Лиги нација | Рекорди у УЕФА Лиги нација |
| Сезона                     | Лига                       | Група                      | ИГ                         | П                          | Н                          | И                          | ГД                         | ГП                         | П/И                        | Поз.                       |
| -------------------------- | -------------------------- | -------------------------- | -------------------------- | -------------------------- | -------------------------- | -------------------------- | -------------------------- | -------------------------- | -------------------------- | -------------------------- |
| 2018/19.                   | А                          | 1                          | 4                          | 0                          | 2                          | 2                          | 3                          | 7                          | Same position              | 11.                        |
| 2020/21.                   | А                          | 4                          | 6                          | 2                          | 3                          | 1                          | 10                         | 13                         | Same position              | 8.                         |
| 2022/23.                   | А                          | 3                          | 6                          | 1                          | 4                          | 1                          | 11                         | 9                          | Same position              | 10.                        |
| Укупно                     | Укупно                     | Укупно                     | 16                         | 3                          | 9                          | 4                          | 24                         | 29                         |                            |                            |

## Успјеси
- Свјетско првенство

- Првак (4)  1954.  1974.  1990.  2014.
- Друго мјесто (4)  1966.  1982.  1986.  2002.
- Треће мјесто (4)  1934.  1970.  2006.  2010.

- Европско првенство

- Првак (3)  1972.  1980.  1996.
- Друго мјесто (3)  1976.  1992.  2008.
- Треће мјесто (3)  1988.  2012.  2016.

- Куп конфедерација

- Првак (1)  2017.
- Треће мјесто (1)  2005.

- САД Куп

- Првак (1): 1993

### Друге награде
- Фер плеј награда на Свјетском првенству

- Побједник (1): 1974.

- Фер плеј награда на Купу конфедерација

- Побједник (1): 2017.

- ФИФА тим године

- Побједник (3): 1993, 2014, 2017

- Лауреус најбољи свјетски тим године

- Побједник (1): 2015

- Ворлд сокер најбољи тим године

- Побједник (2): 1990, 2014

- Незванично свјетско првенство у фудбалу

- Држалац (10): 6. април 1941 — 20. април 1941, 3. мај 1942 — 20. септембар 1942, 8. јун 1958 — 24. јун 1958, 25. јун 1966 — 30. јун 1966,
 7. јун 1974 — 12. март 1975, 17. новембар 1976 — 23. фебруар 1977, 14. мај 1986 — 13. јун 1986, 30. јун 1996 — 25. март 1998, 3. јун 2000 — 17. јун 2000, 13. јун 2014 — 3. септембар 2014

- Њемачки спортски тим године

- Побједник (6): 1990, 1996, 2002, 2006, 2010, 2014

- Сребрни ловоров лист

- Побједник (7): 1954, 1972, 1974, 1980, 1990, 1996, 2014

## Тренутни састав
Ажурирано 13. октобра 2020, након утакмице против Швајцарске.
| Бр. | Поз. | Играч                  | Датум рођења        | Наступи | Голови | Клуб                   |
| --- | ---- | ---------------------- | ------------------- | ------- | ------ | ---------------------- |
| 1   | Г    | Мануел Нојер (капитен) | 27. март 1986.      | 94      | 0      | Бајерн Минхен          |
| 12  | Г    | Бернд Лено             | 4. март 1992.       | 8       | 0      | Арсенал                |
| 22  | Г    | Кевин Трап             | 8. јул 1990.        | 4       | 0      | Ајнтрахт Франкфурт     |
|     |      |                        |                     |         |        |                        |
| 2   | О    | Робин Кох              | 17. јул 1996.       | 4       | 0      | Лидс јунајтед          |
| 3   | О    | Марсел Халштенберг     | 27. септембар 1991. | 8       | 1      | РБ Лајпциг             |
| 4   | О    | Матијас Гинтер         | 19. јануар 1994.    | 33      | 2      | Борусија Менхенгладбах |
| 5   | О    | Јонатан Та             | 11. фебруар 1996.   | 11      | 0      | Бајер Леверкузен       |
| 13  | О    | Лукас Клостерман       | 3. јун 1996.        | 10      | 0      | РБ Лајпциг             |
| 15  | О    | Никлас Силе            | 3. септембар 1995.  | 27      | 1      | Бајерн Минхен          |
| 16  | О    | Антонио Ридигер        | 3. март 1993.       | 35      | 1      | Челси                  |
| 19  | О    | Робин Госенс           | 5. јул 1994.        | 4       | 0      | Аталанта               |
|     |      |                        |                     |         |        |                        |
| 6   | С    | Јозуа Кимих            | 8. фебруар 1995.    | 50      | 3      | Бајерн Минхен          |
| 7   | С    | Јулијан Дракслер       | 20. септембар 1993. | 56      | 7      | Париз Сен Жермен       |
| 8   | С    | Тони Крос              | 4. јануар 1990.     | 100     | 17     | Реал Мадрид            |
| 10  | С    | Јулијан Брант          | 2. мај 1996.        | 33      | 3      | Борусија Дортмунд      |
| 14  | С    | Флоријан Нојхаус       | 16. март 1997.      | 1       | 1      | Борусија Менхенгладбах |
| 17  | С    | Јонас Хофман           | 14. јул 1992.       | 1       | 0      | Борусија Менхенгладбах |
| 18  | С    | Леон Горецка           | 6. фебруар 1995.    | 27      | 12     | Бајерн Минхен          |
| 21  | С    | Кај Хаверц             | 11. јун 1999.       | 10      | 2      | Челси                  |
| 23  | С    | Емре Џан               | 12. јануар 1994.    | 30      | 1      | Борусија Дортмунд      |
|     |      |                        |                     |         |        |                        |
| 9   | Н    | Тимо Вернер            | 6. март 1996.       | 33      | 13     | Челси                  |
| 11  | Н    | Лука Валдшмит          | 19. мај 1996.       | 4       | 1      | Бенфика                |
| 20  | Н    | Серж Гнабри            | 14. јул 1995.       | 15      | 14     | Бајерн Минхен          |

## Селектори
Њемачка је прву међународну утакмицу одиграла 1908. године, али је први селектор именован тек 1926. Био је то Ото Нерц, који је са репрезентацијом освојио треће мјесто на Свјетском првенству 1934 у Италији. Године 1938, на мјесто селектора постављен је Сеп Хербергер, под чијим вођством је репрезентација испала већ у првом колу Свјетског првенства 1938. Ипак, након завршетка Другог свјетског рата. Хербергер је остао селектор и донио је Њемачкој највећи успјех до тада, титулу Свјетског првака 1954. Хербергер је на функцији остао до 1964, када је репрезентацију преузео Хелмут Шен. Шен је искористио формирање Бундеслиге и прелазак из аматеризма у професионални фудбал и могао је у репрезентацију да зове Герда Милера, Франца Бекенбауера и остале најбоље њемачке фудбалере. Под вођством Шена, репрезентација је освојила Европско првенство 1972 и Свјетско 1974, уз по једно друго мјесто на Европском и Свјетском првенству.
Шен је на клупи репрезентацији био 14 година, након чега се повукао 1978. године, а његов помоћник, Јуп Дервал је именован за главног селектора. Под вођством Дервала, Њемачка је освојила Европско првенство 1980 и друго мјесто на Свјетском првенству 1982. Репрезентација је са Дервалом остварила рекорд од 23 побједе заредом, а укупан скор репрезентације са Дервалом био је 45 побједа, по 11 ремија и пораза. Након испадања у групној фази на Европском првенству 1984, повукао се са мјеста селектора. Наслиједио га је Франц Бекенбауер, који је сматрао да је њемачки фудбал у кризи и да је потребно десет година да се врате на старе стазе. Ипак, само двије године касније, Њемачка је играла финале Свјетског првенства и поражена је од Аргентине; На првенству 1990, поново је играла финале са Аргентином и освојила је трећу титулу првака свијета; Бекенбауер је тако стигао до свјетске титуле и као играч и као селектор. Након освајања првенства, Бекенбауер се повукао, а за селектора је именован његов помоћник Берти Фогт. Са Фогтом, Њемачка је освојила Европско првенство 1996, док је на првенству 1992 играла финале. Очекивања су била велика за Свјетско првенство 1998, али је Њемачка изгубила 3:0 од Хрватске у четвртфиналу, након чега се Фогт повукао са мјеста селектора.
Ерих Рибек је именован за новог селектора, али се повукао након испадања у групној фази Европског првенства 2000. 
 На мјесто селектора именован је Руди Велер, који је изборио финале Свјетског првенства 2002, гдје је Њемачка поражена од Бразила 2:0, али су играчи и селектор дочекани као хероји у Њемачкој. На Европском првенству 2004, Њемачка је поново испала у групној фази и Велер је поднио оставку. Његово мјесто преузео је бивши репрезентативац — Јирген Клинсман, који је освојио треће мјесто на Свјетском првенству 2006, након чега се повукао. За новог селектора именован је његов помоћник — Јоахим Лев. Лев је са Њемачком играо финале Европског првенства 2008, затим је водио репрезентацију до трећег мјеста на Свјетском првенству 2010, након чега је освојио Свјетско првенство 2014 и донио Њемачкој четврту титулу првака свијета, прву након 24 године. Лев је статистички гледано најбољи селектор Њемачке у историји. Након Европског првенства 2016, гдје је Њемачка испала од Француске у полуфиналу, продужио је уговор са репрезентацијом до 2020; а мјесец дана прије почетка Свјетског првенства 2018 продужио је уговор до 2022. године. На Свјетском првенству 2018, Њемачка је забиљежила најгори резултат, испала је у групној фази, заузевши последње мјесто. Упркос лошем резултату, Лев је остао селектор.
У марту 2021. Лев је изјавио да ће напустити репрезентацију након Европског првенства 2020. На првенству, Њемачка је испала од Енглеске у четвртфиналу, послије чега је Лев напустио репрезентацију, након 15 година. Након Европског првенства, Ханзи Флик је постављен за селектора.
Списак селектора:
| Селектор         | Од                  | До                  |
| ---------------- | ------------------- | ------------------- |
| Ото Нерц         | 31. октобар 1926.   | 7. август 1938.     |
| Сеп Хербергер    | 13. септембар 1938. | 22. новембар 1942.  |
| Сеп Хербергер    | 22. новембар 1950.  | 7. јун 1964.        |
| Хелмут Шен       | 4. новембар 1964.   | 21. јун 1978.       |
| Јуп Дервал       | 11. октобар 1978.   | 20. јун 1984.       |
| Франц Бекенбауер | 12. септембар 1984  | 8. јул 1990.        |
| Берти Фогт       | 29. август 1990.    | 5. септембар 1998.  |
| Ерих Рибек       | 10. октобар 1998.   | 20. јун 2000.       |
| Руди Велер       | 16. август 2000.    | 24. јун 2004.       |
| Јирген Клинсман  | 26. јул 2004.       | 8. јул 2006.        |
| Јоахим Лев       | 16. август 2006.    | 30. јун 2021.       |
| Ханзи Флик       | 1. јул 2021.        | 10. септембар 2023. |